# Inmunoglobulina de la hepatitis B
La inmunoglobulina de la hepatitis B (IGHB) es un medicamento utilizado para prevenir la hepatitis B tras una exposición. Esto incluye a los recién nacidos de mujeres seropositivas a la hepatitis B, tras un trasplante de hígado en una persona con hepatitis B y tras una exposición en personas no inmunes. Puede administrarse mediante inyección intravenosa o intramuscular. La vacuna de la hepatitis B puede administrarse al mismo tiempo, pero en un lugar diferente del cuerpo.
La inmunoglobulina de la hepatitis B empezó a utilizarse con fines médicos en 1974. Está disponible como medicamento genérico. En el Reino Unido, 500 unidades cuestan al NHS unas 500 libras a partir de 2021. En Estados Unidos cuesta unos 830 USD por 5 ml. Se fabrica a partir de plasma humano.
Los efectos secundarios más frecuentes son dolor en el lugar de la inyección, dolor de cabeza, náuseas, mareos y fiebre. Otros efectos secundarios pueden ser reacciones alérgicas. Puede utilizarse en el embarazo cuando sea necesario. Se trata de anticuerpos dirigidos contra el antígeno de superficie de la hepatitis B (anti-HBs).